# Andrew Nicholson (basket-ball)
Pour les articles homonymes, voir Andrew Nicholson et Nicholson.
Andrew Nicholson, né le 8 décembre 1989 à Mississauga au Canada, est un joueur canadien de basket-ball.

## Biographie
Cet ailier fort est choisi en dix-neuvième position de la draft 2012 de la NBA par le Magic d'Orlando, après quatre saisons universitaires sous les couleurs des Bonnies de Saint Bonaventure. Lors de sa dernière saison universitaire, il participe avec son équipe au March Madness, surnom donné au tournoi final de la NCAA.
En février 2017, Bojan Bogdanović et Chris McCullough sont envoyés aux Wizards de Washington dans un échange contre Nicholson, Marcus Thornton et un premier tour de la draft 2017.

## Statistiques
gras = ses meilleures performances

### Universitaires
| Saison    | Équipe            | Matchs | Titul. | Min./m | % Tir | % 3pts | % LF | Rbds/m. | Pass/m. | Int/m. | Ctr/m. | Pts/m. |
| --------- | ----------------- | ------ | ------ | ------ | ----- | ------ | ---- | ------- | ------- | ------ | ------ | ------ |
| 2008-2009 | Saint Bonaventure | 30     | 25     | 25,1   | 60,2  | 0,0    | 61,3 | 6,00    | 0,23    | 0,57   | 2,63   | 12,53  |
| 2009-2010 | Saint Bonaventure | 30     | 30     | 30,2   | 56,4  | 0,0    | 76,0 | 7,10    | 0,50    | 0,20   | 1,83   | 16,37  |
| 2010-2011 | Saint Bonaventure | 31     | 31     | 33,8   | 57,1  | 26,1   | 71,1 | 7,26    | 1,03    | 0,55   | 1,45   | 20,81  |
| 2011-2012 | Saint Bonaventure | 32     | 32     | 30,1   | 57,1  | 43,4   | 77,6 | 8,41    | 1,03    | 0,66   | 1,97   | 18,47  |
| Carrière  |                   | 123    | 118    | 29,9   | 57,5  | 37,7   | 72,0 | 7,21    | 0,71    | 0,50   | 1,97   | 17,10  |

### Professionnelles
| Saison    | Équipe  | Matchs | Titul. | Min./m | % Tir | % 3pts | % LF | Rbds/m. | Pass/m. | Int/m. | Ctr/m. | Pts/m. |
| --------- | ------- | ------ | ------ | ------ | ----- | ------ | ---- | ------- | ------- | ------ | ------ | ------ |
| 2012-2013 | Orlando | 75     | 28     | 16,7   | 52,7  | 0,0    | 79,8 | 3,44    | 0,59    | 0,32   | 0,43   | 7,83   |
| 2013-2014 | Orlando | 76     | 5      | 15,4   | 42,9  | 31,5   | 82,5 | 3,36    | 0,33    | 0,24   | 0,30   | 5,72   |
| 2014-2015 | Orlando | 40     | 3      | 12,3   | 43,7  | 31,7   | 60,0 | 2,05    | 0,55    | 0,15   | 0,30   | 4,85   |
| 2015-2016 | Orlando | 56     | 0      | 14,7   | 47,1  | 36,0   | 78,5 | 3,59    | 0,45    | 0,18   | 0,39   | 6,86   |
| Carrière  |         | 247    | 36     | 15,1   | 47,3  | 33,6   | 78,0 | 3,22    | 0,47    | 0,23   | 0,36   | 6,48   |

## Records
Les records personnels d'Andrew Nicholson, officiellement recensés par la NBA sont les suivants :
| Type de statistique        | Saison régulière | Saison régulière                                | Saison régulière                 |
| Type de statistique        | Record           | Adversaire                                      | Date                             |
| -------------------------- | ---------------- | ----------------------------------------------- | -------------------------------- |
| Points                     | 24               | Nets de Brooklyn                                | 29 mars 2016                     |
| Paniers marqués            | 10               | Raptors de Toronto                              | 29 décembre 2012                 |
| Paniers tentés             | 16               | Clippers de Los Angeles                         | 6 novembre 2013                  |
| Paniers à 3 points réussis | 3                | 6 fois                                          |                                  |
| Paniers à 3 points tentés  | 6                | @ Bobcats de Charlotte                          | 11 décembre 2013                 |
| Lancers francs réussis     | 7                | Hawks d'Atlanta                                 | 20 décembre 2015                 |
| Lancers francs tentés      | 7                | Hawks d'Atlanta                                 | 20 décembre 2015                 |
| Rebonds offensifs          | 3                | 12 fois                                         |                                  |
| Rebonds défensifs          | 12               | @ Nuggets de Denver                             | 8 décembre 2015                  |
| Rebonds totaux             | 14               | @ Nuggets de Denver                             | 8 décembre 2015                  |
| Passes décisives           | 4                | @ Cavaliers de Cleveland Celtics de Boston      | 7 avril 2013 13 avril 2013       |
| Interceptions              | 4                | @ Suns de Phoenix                               | 9 décembre 2012                  |
| Contres                    | 4                | Warriors de Golden State @ Grizzlies de Memphis | 14 décembre 2012 9 décembre 2013 |
| Balles perdues             | 4                | @ Clippers de Los Angeles                       | 12 janvier 2013                  |
| Minutes jouées             | 38               | @ 76ers de Philadelphie                         | 3 décembre 2013                  |

- Double-double : 5 (au 26/02/2017)
- Triple-double : aucun.